# UFC 4: Revenge of the Warriors
UFC 4: Revenge of the Warriors war eine Mixed-Martial-Arts-Veranstaltung der Ultimate Fighting Championship (UFC). Sie fand am 16. Dezember 1994 in Tulsa, Oklahoma, Vereinigte Staaten statt und wurde als Pay-per-View ausgestrahlt.

## Hintergrund
UFC 4 wurde mit dem Format eines Acht-Mann-Turniers ausgetragen, dessen Sieger 64.000 US-Dollar erhielt. Zudem wurden drei weitere Kämpfe ausgetragen. Alle sieben Kämpfe des Turniers und der Kampf Jason Fairn vs. Guy Mezger wurden live als Pay-per-View übertragen.
Im Turnier gab es auch weiterhin keine Gewichtsklassen oder Gewichtslimits. Ebenso wurde weiterhin auf eine zeitliche Begrenzung sowie Runden und damit auch auf Punktrichter verzichtet. Ringrichter für alle Kämpfe des Abends war erneut John McCarthy. Erstmals saßen Bruce Beck und Jeff Blatnick gemeinsam am Kommentatorenpult, was bis einschließlich UFC 15 im Oktober 1997 so blieb. Unterstützt wurden die beiden von Jim Brown.
Royce Gracie gewann das Turnier, nachdem er im Finale Dan Severn durch Aufgabe in einem Triangle Choke besiegen konnte. Es war sein dritter Sieg im vierten Turnier der UFC. Zudem gab es einen spektakulären Kampf zwischen Keith Hackney und Joe Son, den Hackney durch Aufgabe gewann.

## Ergebnisse
KO = Knockout; TKO = Technischer Knockout; SUB = Aufgabe durch Abklopfen.

### Übersicht
|                  |      |                  | Methode | Zeit  |
| ---------------- | ---- | ---------------- | ------- | ----- |
| Alternativkämpfe |      |                  |         |       |
| Joe Charles      | bes. | Kevin Rosier     | SUB     | 00:14 |
| Marcus Bossett   | bes. | Eldo Dias Xavier | KO      | 04:55 |
| Guy Mezger       | bes. | Jason Fairn      | TKO     | 02:13 |
| Viertelfinale    |      |                  |         |       |
| Royce Gracie     | bes. | Ron van Clief    | SUB     | 03:59 |
| Keith Hackney    | bes. | Joe Son          | SUB     | 02:44 |
| Steve Jennum     | bes. | Melton Bowen     | SUB     | 04:47 |
| Dan Severn       | bes. | Anthony Macias   | SUB     | 01:45 |
| Halbfinale       |      |                  |         |       |
| Royce Gracie     | bes. | Keith Hackney    | SUB     | 05:32 |
| Dan Severn       | bes. | Marcus Bossett 1 | SUB     | 00:52 |
| Finale           |      |                  |         |       |
| Royce Gracie     | bes. | Dan Severn       | SUB     | 15:49 |

### Turnierbaum
|  | Viertelfinale  | Viertelfinale |                  |       | Halbfinale | Halbfinale |  |  | Finale | Finale |
|  |                |               |                  |       |            |            |  |  |        |        |
|  | Royce Gracie   | SUB           |                  |       |            |            |  |  |        |        |
|  | Ron van Clief  | 03:59         |                  |       |            |            |  |  |        |        |
|  | Ron van Clief  | 03:59         | Royce Gracie     | SUB   |            |            |  |  |        |        |
|  |                |               | Royce Gracie     | SUB   |            |            |  |  |        |        |
|  |                | Keith Hackney | 05:32            |       |            |            |  |  |        |        |
|  | Keith Hackney  | Keith Hackney | 05:32            | SUB   |            |            |  |  |        |        |
|  | Keith Hackney  |               |                  | SUB   |            |            |  |  |        |        |
|  | Joe Son        | 02:44         |                  |       |            |            |  |  |        |        |
|  |                |               | Royce Gracie     | SUB   |            |            |  |  |        |        |
|  |                | Dan Severn    | 15:49            |       |            |            |  |  |        |        |
|  | Steve Jennum   | SUB           |                  |       |            |            |  |  |        |        |
|  | Melton Bowen   | 04:47         |                  |       |            |            |  |  |        |        |
|  | Melton Bowen   | 04:47         | Marcus Bossett 1 | 00:52 |            |            |  |  |        |        |
|  |                |               | Marcus Bossett 1 | 00:52 |            |            |  |  |        |        |
|  |                | Dan Severn    | SUB              |       |            |            |  |  |        |        |
|  | Dan Severn     | Dan Severn    | SUB              | SUB   |            |            |  |  |        |        |
|  | Dan Severn     |               |                  | SUB   |            |            |  |  |        |        |
|  | Anthony Macias | 01:45         |                  |       |            |            |  |  |        |        |